# گاردن پارتی (فیلم)
«مهمانی در باغ» (انگلیسی: Garden Party (film)) یک فیلم است که در سال ۲۰۰۸ منتشر شد.

## بازیگران
- وینسا شا
- ویلا هلند
- جنیفر لارنس
- کریستوفر الپورت
- رابین سیدنی
- فیونا دوریف
- ریچارد گان
- جیک ریچاردسون